# Widdersdorf (Bruckberg)
Widdersdorf ist ein Gemeindeteil der Gemeinde Bruckberg im niederbayerischen Landkreis Landshut. 

## Geographie
Das Dorf liegt nordnordwestlich des Hauptortes und ist mit diesem über eine Gemeindeverbindungsstraße sowie über Gündlkofen durch Kreisstraßen verbunden.

## Geschichte
Widdersdorf bildete seit dem Gemeindeedikt von 1818 eine eigene Gemeinde mit den Orten Pörndorf, Bachhorn, Eggersdorf, Engelsdorf, Haslach, Schlott, Spanneck, Weihern, Wendlöd und Widdersdorf, wobei der Gemeindesitz in Pörndorf war. Erst am 30. Januar 1822 wurde Widdersdorf vom Landgericht Moosburg abgetrennt und dem Landgericht Landshut unterstellt. Die heutige wesentlich größere Gemeinde Bruckberg entstand am 1. Mai 1978 durch die Eingliederung der zuvor selbstständigen Gemeinden Attenhausen, Gündlkofen (mit dem am 1. Juli 1972 eingemeindeten Tondorf) und Widdersdorf.